# Flagy (Seine-et-Marne)
Flagy település Franciaországban, Seine-et-Marne megyében. Lakosainak száma 594 fő (2022. január 1.). Flagy Noisy-Rudignon, Thoury-Férottes, Villemaréchal és Dormelles községekkel határos.

## Népesség
A település népességének változása:
| Lakosok száma | 644  | 644  | 660  | 649  | 635  | 622  | 610  | 602  | 594  |
|               | 2013 | 2015 | 2016 | 2017 | 2018 | 2019 | 2020 | 2021 | 2022 |